# Elizabeth Barrett Browning
Elizabeth Barrett Browning (Kelloe, Durham, 6 de Março de 1806 — Florença, 29 de Junho de 1861) foi uma poetisa inglesa da época vitoriana.
Autora de Sonetos da Portuguesa, reunião de poemas românticos — sua própria história de amor com o marido, o também poeta Robert Browning. Um destes poemas (o de número 43) é considerado o mais belo escrito por uma mulher em língua inglesa:
How do I love thee? Let me count the ways. I love thee to the depth and breadth and height My soul can reach, when feeling out of sight For the ends of Being and ideal Grace. I love thee to the level of everyday's Most quiet need, by sun and candlelight. I love thee freely, as men strive for Right; I love thee purely, as they turn from Praise. I love thee with the passion put to use In my old griefs, and with my childhood's faith. I love thee with a love I seemed to lose With my lost saints, - I love thee with the breath, Smiles, tears, of all my life! - and, if God choose, I shall but love thee better after death.

## Traduções para a Língua Portuguesa
A tradução mais conhecida desse soneto para a língua portuguesa é, sem dúvida, a de Manuel Bandeira:

Amo-te quanto em largo, alto e profundo
Minh'alma alcança quando, transportada,
Sente, alongando os olhos deste mundo,
Os fins do Ser, a Graça entressonhada.

Amo-te em cada dia, hora e segundo:
À luz do sol, na noite sossegada.
E é tão pura a paixão de que me inundo
Quanto o pudor dos que não pedem nada.

Amo-te com o doer das velhas penas;
Com sorrisos, com lágrimas de prece,
E a fé da minha infância, ingênua e forte.

Amo-te até nas coisas mais pequenas.
Por toda a vida. E, assim Deus o quisesse,
Ainda mais te amarei depois da morte.

Há também outras traduções para a língua portuguesa, menos conhecidas que a tradução de Manoel Bandeira:
- TRADUÇÃO DE LUÍS EUZÉBIO:[1]

Como te amo? Deixa-me contar os modos.

Amo-te ao mais fundo, amplo e alto que
Minh'alma pode alcançar, além dos limites visíveis
E fins do Ser e da Graça ideal.
Amo-te até ao nível das mais diárias
E ínfimas necessidades, à luz do sol e das velas.
Amo-te com liberdade, como os homens buscam por Justiça;
Amo-te com pureza, como voltam das Preces.
Amo-te com a paixão posta em uso
Nas minhas velhas mágoas e com a fé da minha infância.
Amo-te com um amor que me parecia perdido
Com meus Santos perdidos - amo-te com o fôlego,
Sorrisos, lágrimas, de toda a minha vida! - e, se Deus quiser,

Amar-te-ei melhor depois da morte.
- TRADUÇÃO DE SÉRGIO DUARTE:[1]

Como te amo? deixa que te conte:

Amo-te quando em largo, alto e profundo
Minh'Alma alcança, se fugindo ao mundo
Busca a origem do Ser, da Graça a fonte.
De dia, ou quando o sol cai no horizonte,
Amo do mesmo amor cada segundo:
O puro amor modesto em que me inundo,
O amor liberto de quem ergue a fronte.
Eu te amo com a paixão que conhecera
Nas velhas dores, e com fé tão forte
Como a da infância; o amor que se perdera
Com minhas crenças; te amo no transporte
Do pranto e riso, e apenas Deus quisera

Mais te amarei ainda após a morte.
- TRADUÇÃO THEREZA CHRISTINA ROCQUE DA MOTTA:[1]

De quantas formas eu te amo? Deixa-me contá-las.

Amo-te profunda e largamente, e tão alto quanto
Alcança a minha alma, quando perco de vista
Os propósitos do Ser e do ideal da Graça.
Amo-te tanto quanto as menores necessidades
Do dia-a-dia, seja à luz do sol ou à luz de velas.
Amo-te livre, como os homens lutam pelo Direito;
Amo-te de modo puro, como afastam o Elogio.
Amo-te com a paixão que tenho pelas
Minhas tristezas mais antigas, e com minha fé infantil.
Amo-te com um amor que pensei ter perdido
Com os santos que perdi …Amo-te com o alento,
Sorrisos e lágrimas de toda a minha vida!… e, se Deus quiser,

Irei amar-te ainda mais depois que eu morrer.
Elizabeth foi a dona do Cocker Spaniel que inspirou Virginia Woolf a escrever Flush.

## Obra
- The Seraphim and Other Poems (1838) (o seu primeiro livro)
- Sonnets from the Portuguese (1847)
- Aurora Leigh (1856)